# La Font de l'Astor
La Font de l'Astor fou un antic terme avui part del terme de la Selva del Camp i de Vilallonga del Camp, proper al nucli de Paretdelgada. L'edificació principal és el Mas de Serra.
Pertanyia al començament del segle xiv a Jofre de Voltrera del que va passar a Francesc Batet de Tarragona. El 1357 n'era senyor Ramon de Montoliu. Després fou dels Montserrat, els Almenara i els Ermengol. La jurisdicció era del paborde fins al 1410 i després, suprimida la pabordia, de l'arquebisbe de Tarragona. Formava part de les Faldes de Tarragona.
El 1496 estava deshabitat però es va repoblar i el 1718 apareix amb 3 cases i 8 habitants. No consta cap habitant al cens de 1773 però se'n esmenten 15 el 1787, quan a efectes religiosos s'havia separat de la parròquia de La Selva del Camp i havia passat a dependre de la parròquia de Vilallonga del Camp, i va formar part de la Comuna del Camp. Fou terme independent fins al 1846 quan fou repartit entre la Selva del Camp i Vilallonga del Camp.